# بی‌عرضه وظیفه‌شناس
بی‌عرضهٔ وظیفه‌شناس (انگلیسی: The Dutiful Dub) یک فیلم کمدی صامت کوتاه به کارگردانی هال روچ است که در سال ۱۹۱۹ منتشر شد.

## بازیگران
- هارولد لوید
- اسناب پالرد
- ببه دنیلز
- لو هاروی
- باد جیمیسون
- مارگارت جاسلین
- جیمز پروت
- دوروثیا والبرت